# Sol negro (videojuego)
Sol negro es un videojuego arcade desarrollado por Opera Soft en 1988 para los ordenadores de la época Sinclair ZX Spectrum, MSX, Amstrad CPC, Amstrad PCW, Atari ST, Commodore Amiga y PC.

## Argumento
El argumento del juego está ligeramente inspirado en el de la película de Richard Donner Lady Halcón. Un hechizo milenario, transmitido de padres a hijos, convirtió al musculoso Bully en pez y a la indomable Mónica en halcón. Cada plenilunio uno de ellos se transforma y el otro recupera su forma normal, lo que les impide estar juntos. Solo un fenómeno extraordinario puede romper el hechizo, un eclipse de sol... el SOL NEGRO.  Para romper el hechizo, primero Bully debe liberar a Mónica de su jaula para, convertido él en pez, llegar juntos a tiempo al sagrado templo submarino del sol, una gruta situada en la ciudad sumergida de Hidrionis, justo en el instante en que se produce el eclipse.

## Desarrollo
El juego dispone de dos partes diferenciadas. En una el jugador controla a Bully a través de bosques y pantanos y en la otra, que se desarrolla en el fondo del mar, a Mónica.
Técnicamente el juego tiene diversas realizaciones de calidad según la plataforma que se estudie, siendo la mejor en calidad gráfica y jugabilidad la de Commodore Amiga.

## Autores
- Programa: Gonzalo Suárez (Gonzo)
- Gráficos: Carlos A. Díaz de Castro
- Ilustración de portada: Juan Giménez